# Aleksandr Blinow (strzelec sportowy)
Aleksander Blinow (ros. Александр Александрович Блинов, ur. 20 sierpnia 1981) – rosyjski strzelec sportowy, srebrny medalista olimpijski z Aten.
Zawody w 2004 były jego jedynymi igrzyskami olimpijskimi. Był drugi na dystansie 10 metrów w ruchomej tarczy. W tej konkurencji był wielokrotnym medalistą mistrzostw Europy w rywalizacji seniorskiej i juniorskiej. Medale mistrzostw świata i Europy zdobywał także w innych konkurencjach strzeleckich, m.in. w ruchomej tarczy na dystansie 50 metrów.